# 富能仁
富能仁（英語：James Outram Fraser，1886年8月26日—1938年9月25日），又譯傅雷塞，是一位中国内地会派往中国传教的英国籍传教士，他在20世纪上半叶在云南省西北部的傈僳族中间传教近30年。以发明傈僳族拼音文字著称。

## 早年
1886年，富能仁出生于英国伦敦的一个富裕家庭，父亲是祖籍苏格兰的加拿大人，是皇家兽医外科学院院長，母亲是莫拉维亚名門之后，都是循道会的虔诚信徒。富能仁共有兄弟姊妹5人，他排行第三。在他十余岁时父母离异，母亲搬到赫特福德郡的莱奇沃思，购置了房产。富能仁擅长数学与音乐。1906年他20岁，就读于伦敦帝国学院的工程系，举办了钢琴独奏音乐会。

## 初到云南
同年，他在一次基督徒訓練營中，结识了内地会传教士施达德（C.T.Studd），对内地会的不募捐、不求告的信心原則颇为欣赏。富能仁大学毕业后，曾经3次申请加入中国内地会，前2次都因为他患有耳炎而被拒绝。在他的耳炎治愈之后，第三次申请，终于获得批准。1908年22岁时，他前往中国，先在安庆语言学校学习汉语。在那里，他被内地会在云南拓荒传教的老资格传教士麦克悌选中，一同经上海、香港、缅甸前往中国西南山区。
1909年5月24日，富能仁经过漫长的旅行，骑着骡子，由缅甸的山路抵达中国云南省西部边境口岸城市騰越（今騰沖），当地已驻有内地会传教士安選生（W.J.Embery）。不久安選生被调往大理，于是富能仁独自负责騰越的传教站。起先他向当地汉人传教，但是皈依基督者寥寥无几。于是他将传教重点转向此前不为人知的傈僳族。此后的许多年中，他热衷于独自一人，翻越崇山峻岭，向聚居于中缅边境怒江上游大峡谷的傈僳族讲道。傈僳人乐意接待这位传教士，于是他就住在他们泥屋中。起初他们只能用有限的汉语交谈，然后他开始学习傈僳族的语言。傈僳语是一种属于藏缅语族的语言。富能仁掌握这种语言后，立即着手将《马可福音》和赞美诗翻译为傈僳语，发挥傈僳族在歌唱方面的天赋，还计划将傈僳族口头历史歌曲用音符记录下来。在最初的几年传教过程中，富能仁遇到了许多怀疑和困难，直到1916年，他们才成功地使3个家庭皈依基督教。到1918年，这些信徒自己继续进行家庭福音布道，已经有600名信徒受洗。富能仁有效地建立强有力的本土教会，使他成为中国西南其他少数民族以及其他国家教会扩展的典范。

## 休假与结婚
1922年圣诞节之前，富能仁首次回英国休假。1924年回到中国，内地会总监何斯德指派他到甘肅蘭州任內地會中學校長。1928年，富能仁被委任为内地会云南总监，得以重返傈僳山区。当时，他还负责护送7位新分派到云南的传教士：海教士（J.David Harrison）夫妇和楊志英（John B.Kuhn）到云南府（昆明），費教士（Francis J. Fitzwilliam，一名李崇德）夫妇和賈教士（J.Harold Casto）夫妇到騰越。1929年10月24日，已经43岁的富能仁在昆明与邰洛西（Roxie Dymond）结婚，当时邰洛西23岁，是循道会传教士邰慕廉（F.J.Dymond）之女，生於中國，毕业于英国某大學历史系。婚後，夫婦用四個半月时间进行了1400英里的长途旅行，遍訪云南各传教區。

## 复兴与富能仁字母

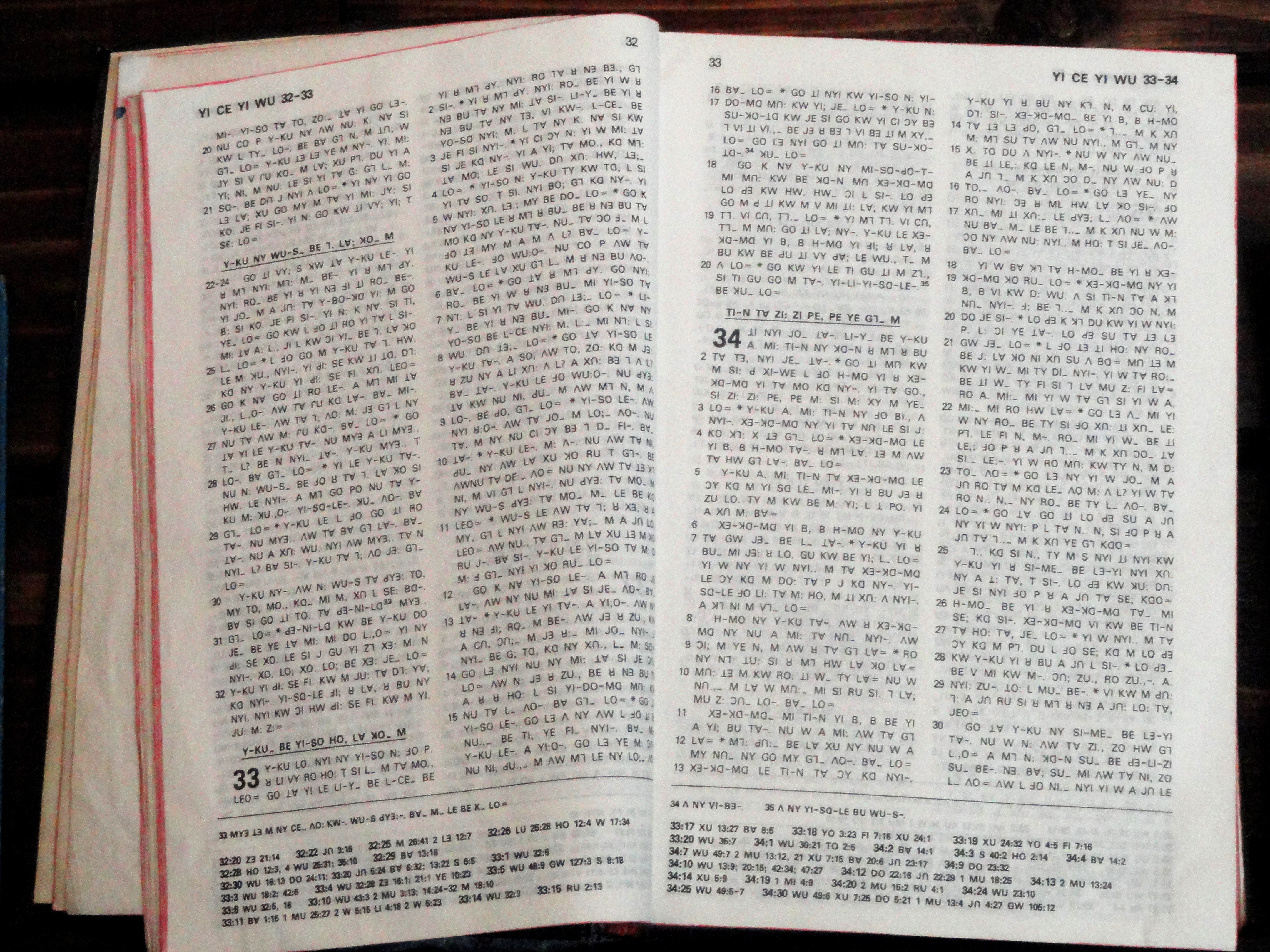
富能仁字母所拼写的傈僳語圣经

1920年到1925年，富能仁在缅甸克伦族传教士巴拖和傈僳族信徒摩西的帮助下，发明了一套傈僳文字，首先用它编写了教义问答、翻译《马可福音》和《约翰福音》，以及傈僳历史与语言手册，然后将翻译工作交给青年同工杨志敬（Allyn Cooke）夫妇，后来他又回来进行修订工作，最后在1936年，完成了全部新约的翻译。
富能仁一直实行对傈僳族信徒的培训（通常全家、全村参加）。并且，与当时其他传教士的做法不同，富能仁让傈僳族信徒自费购买书籍、建造教堂和供养传道人。这些做法后来帮助了傈僳族教会在日后遭到迫害时期（特别是在文化大革命期间），并不因为失去原有的外援而受到挫折。（虽然其中也有数万人逃往邻近的缅甸和泰国）。富能仁将教会管理权交给傈僳族长老，在当地很少留下英国差会的烙印，不过他在家乡却组织了阵容庞大的祷告团，以支持他在傈僳族中的传教工作。
整个30年代其他传教士都在努力传教，但是大部分新信徒都是来自傈僳族地区，包括傈僳族，以及克钦人和彝族。当时发生了大复兴。中国政府承认，到1990年代，中国的傈僳族有90%是基督徒。

## 去世和遗产
1938年9月25日，富能仁在中国云南省西部的永昌府（保山）因脑疟疾去世，年仅52岁，留下了妻子和3个年幼的孩子，但是当时他的传教工作已经取得了巨大的成功。他的女儿Eileen Crossman在1982年出版了一本关于他的传记《山雨》（Mountain Rain）。
以下引言来自海外基督使团（即昔日的内地会）网站：
“1938年9月25日，富能仁在中国云南保山去世，年仅52岁。他最初葬在保山的一个山坡上，后来由于政治原因，和土地侵蚀几经搬迁，现在埋葬在保山的清华教堂。傈僳族教会新立了墓碑，表达他们对富能仁的深切纪念。富能仁虽然起初流泪播种，但是今天已经欢呼收割。碑文使用傈僳语、汉语和英语。英文：“IN LOVING MEMORY. JAMES O. FRASER 1886-1938. How beautiful are the feet of those who bring good news. WITH DEEPEST LOVE REMEMBER YOU ALWAYS—THE LISU CHURCH.” 中文：“维西傈僳族自治县基督教会立，2004年3月15日”
“保山的傈僳族教会计划每7年在新建的圣经训练中心用特别的东方仪式纪念富能仁。云南省西北角维西县的傈僳族信徒也举行了纪念富能仁的活动。
“傈僳族教会在过去的数十年中经历了巨大的发展。在1950年，怒江傈僳族自治州有14,800名基督徒。到1995年，基督徒数字已经上升到超过10万—其中大部分是傈僳族。1980年代初，云南省基督教协会出版了数千册傈僳文圣经。到1995年，已经出版了45,000册傈僳文圣经，以及65,000册傈僳文赞美诗。这些印刷品使用的都是富能仁发明的傈僳文字。不过，教会也面临许多困扰：当地的贫困、高文盲率、缺少受训练的传道人，云南旅游业的快速发展，以及青年人从偏僻的山谷移居城市寻找工作的浪潮，也给傈僳族教会带来许多变化，当然并不都是正面的。
富能仁发明的傈僳文字被称为老傈僳文。1949年以后被限定在基督教范围内使用，中国大陆政府另外组织中国社会科学院的语言学家发明了新傈僳文。1992年，中国政府正式承认富能仁发明的傈僳文字为傈僳语的正式书写系统。由于老傈僳文久已深入人心，较为通行。今天，富能仁仍是东亚最成功的基督教传教士之一。
現時，富能仁牧師的遺體葬於雲南保山市隆阳区永盛街道大栗树村清华场的山村，在他的墳前亦於2007年9月成立了一間教會清華教會。

## 延伸阅读
- Behind The Ranges : Fraser of Lisuland S.W. China，戴存义夫人（金乐婷），1944年
- 《山雨》（Mountain Rain），Eileen Fraser Crossman
- 富能仁文集